# György Kosa
György Kosa (født 24. april 1897 i Budapest, Ungarn - død 16. august 1984) var en ungarsk komponist, pianist, dirigent, professor og lærer.
Kosa blev som ti årig elev af Bela Bartok, og studerede senere på Musikkonservatoriet i Budapest hos bl.a. Zoltan Kodaly. Kosa studerede også klaver hos Ernő Dohnányi. Han har skrevet 9 symfonier, orkesterværker, kammermusik, operaer, balletmusik, korværker, vokalmusik etc. Kosa underviste og var professor i klaver på Musikkonservatoriet i Budapest.
Han optrådte også som omrejsende koncertpianist og dirigerede teaterorkestret i Budapest. Han hører til de vigtige komponister i Ungarn i den sene halvdel af det 20. århundrede.

## Udvalgte værker
- Symfoni nr. 1 (1920) - for orkester
- Symfoni nr. 2 (1927) - for orkester
- Symfoni nr. 3 (1933) - for orkester
- Symfoni nr. 4 (1934) - for orkester
- Symfoni nr. 5 (1937) - for orkester
- Symfoni nr. 6 (1947) - for orkester
- Symfoni nr. 7 (1957) - for orkester
- Symfoni nr. 8 (1959) - for orkester
- Symfoni nr. 9 (1969) - for Orkester